# Сальск (вагонное депо)

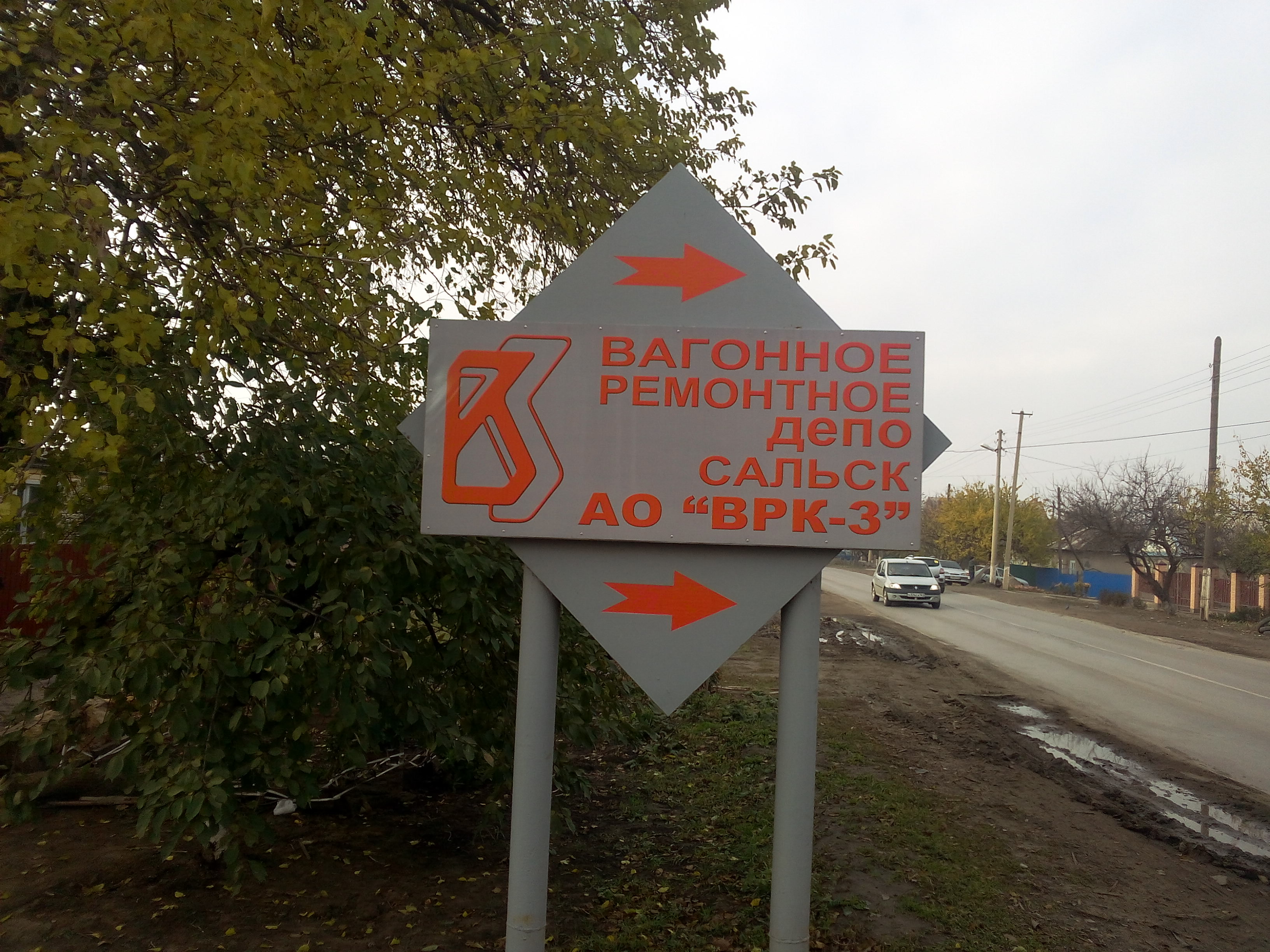
Сальск, вагонное депо

Вагонное ремонтное депо «Сальск» — обособленное структурное подразделение акционерного общества «ОМК Стальной путь», расположено в городе Сальске Ростовской области (ул. Фрунзе,35 «а»).

## История
20 ноября 1935 года на станции Сальск был создан вагоноремонтный пункт . Новое предприятие производило в основном средний ремонт грузовых вагонов всех типов, кроме изотермических, осуществляло годовой осмотр подвижного транспорта на 18 ремонтном тупике и текущий ремонт. В штате предприятия было 550 человек. До начала Великой Отечественной войны были построены новые цеха (деревообрабатывающий, рессорный). В годы войны производственные помещения были разрушены.
После освобождения города Сальска от немецко-фашистской оккупации (январь-февраль 1943 года), работники депо приступили к восстановлению разрушенного хозяйства (пришлось восстанавливать до 70 % предприятия).
С 1946 года Сальский вагоноремонтный участок вошел в созданное Сальское отделение Северо-Кавказской железной дороги.
С 1948 года вагоноремонтный участок специализируется на производстве капитального ремонта грузовых вагонов. В начале 50-х строятся новые здания цехов и бытовых помещений.
В 1956 году Сальский вагонный участок стал называться вагонным депо. Во главе его стоял начальник депо, имеющий двух заместителей: по эксплуатационной работе и плановым видам ремонта вагонов.
В 1965 году произведена реконструкция сборочного цеха, давшая возможность применить мостовой кран грузоподъемностью 10 тонн, определить ремонтные стойла с установкой стационарных ставлюг и оборудованием рабочих мест электросварочными линиями, сжатым воздухом, низковольтным освещением.
В последующие годы и десятилетия продолжаются строительство новых участков, модернизация оборудования, улучшение бытовых условий труда и отдыха. В 1988 году построен административно-бытовой корпус, в освободившихся помещениях организован учебный класс, оборудовано семейное общежитие, построен оздоровительный комплекс.
До 1997 года Сальское вагонное депо входило в состав Сальского отделения Северо-Кавказской железной дороги.
В 2005 году вагонное депо Сальск Ростовского отделения Северо-Кавказской железной дороги — филиала ОАО «РЖД» было преобразовано в вагонное ремонтное депо Сальск Дирекции по ремонту грузовых вагонов.
С 1 июля 2011 года ВЧДР Сальск — обособленное структурное подразделение ОАО «ВРК-3». 
В настоящее время Вагонное ремонтное депо Сальск в составе сервисной компании по ремонту грузовых вагонов «ОМК Стальной путь».

## Деятельность
Вагонным ремонтным депо «Сальск» выполняется ремонт грузовых вагонов различных модификаций в рамках деповского и капитального ремонта.